# Capelle aan den IJssel
Capelle aan den IJssel és un municipi de la província d'Holanda del Sud, al sud dels Països Baixos. L'1 de gener del 2009 tenia 65.338 habitants repartits sobre una superfície de 15,42 km² (dels quals 1,13 km² corresponen a aigua). Limita al nord amb Nieuwerkerk aan den IJssel, a l'oest amb Rotterdam i al sud amb Krimpen aan den IJssel.

## Centres de població
Schollevaar, Schenkel, Oostgaarde, Middelwatering, Capelle-West i 's-Gravenland.

## Ajuntament
- PvdA 8 regidors
- Leefbaar Capelle 6 regidors
- VVD 4 regidors
- Capels Belang 3 regidors
- CDA 3 regidors
- ChristenUnie 2 regidors
- GroenLinks 2 regidors
- Liberaal Capelle 2 regidors (escissió del VVD)
- SGP 2 regidors
- Capelle.Nu! 1 regidor (escissió del PvdA)